# Jat (cirillico)
La Ѣ, minuscolo ѣ, chiamata Jat, è la trentaduesima lettera della versione antica dell'alfabeto cirillico. Il suo nome in antico slavo ecclesiastico era ѣть (jět') o ꙗть (jat'), in bulgaro ят (jat), in russo ed ucraino ять (jat'), in serbo јат (jat). Nell'alfabeto latino moderno (cioè in lingua ceca e traslitterazione scientifica comune per le lingue slave antiche) la lettera viene rappresentata con una "e con un háček": ě.
La jat rappresenta una vocale lunga originale dello slavo comune. Generalmente si crede che rappresentasse il suono /æː/, che era un riflesso di un precedente /eː/, /oj/, o /aj/. Che il suono rappresentato da jat si sviluppò tardi nella storia dello slavo comune è indicato dal suo ruolo nella seconda palatalizzazione delle velari slave.
È significativo che fin dai primi testi ci sia una considerevole confusione tra la jat e la A iotizzata (in cirillico ꙗ). Una spiegazione è che il dialetto di Salonicco, sul quale si basò l'antico slavo ecclesiastico, e altri dialetti slavi meridionali passarono da /æː/ ad /ja/ indipendentemente dai rami settentrionali ed occidentali. La confusione fu aggravata anche dal fatto che nell'alfabeto glagolitico la jat () assomigliava troppo alla Piccola Jus dell'alfabeto cirillico (Ѧ).

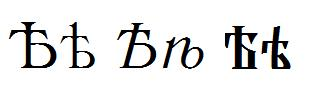
La lettera jat, in varie fonti. Da notare che in corsivo minuscolo ha una forma abbastanza differente.

In varie lingue slave moderne, la jat ha dato origine a diverse vocali. Per esempio, la radice anticoslava [běl] (bianco) diventa [bjel] [бел] /bʲel/ nel russo standard (dialettale /bʲal/, /bʲijel/ o perfino /bʲil/ in alcune regioni), [bil] [біл] in ucraino, [bjal] [бял] in bulgaro, biel/biały in polacco, e bílý in ceco. Riflessi più antichi di jat esistevano, per esempio l'antica parola тѣлѣгы (carri) è divenuta nel russo moderno телеги ma in serbo è таљиге.
Come risultato di questi cambiamenti, la "jat" alla fine non rappresentava più un fonema indipendente ma piuttosto uno che veniva rappresentato anche da un'altra lettera cirillica. Così i bambini dovevano memorizzare dalla radice dove scrivere la jat e dove no. In seguito la lettera fu eliminata in una serie di riforme ortografiche: in serbo con la riforma di Vuk Karadžić, che fu adottata poi per il macedone, in russo, bielorusso e ucraino bruscamente con la Rivoluzione d'ottobre, e per ultimo in bulgaro nel 1945. Al giorno d'oggi la lettera non viene più usata nell'ortografia moderna standard di ognuna delle lingue slave scritte in cirillico, anche se sopravvive nei testi liturgici scritti nelle recensioni russe dell'antico slavo ecclesiastico.

## Jat in Russia ed Ucraina
Nella lingua russa, la confusione tra jat e je negli scritti appare sin dai primi registri, ma quando esattamente il suono sia scomparso da tutti i dialetti è argomento di dibattito scientifico. Alcuni studiosi, come W.K. Matthews, hanno dislocato la fusione dei due suoni nelle prime fasi storiche della lingua (XI secolo o prima) attribuendone l'uso fino al 1918 all'influenza dello Slavo ecclesiastico. In Russia, comunque, un'ipotesi ha preso piede nei testi universitari o grammatiche storiche (es., V.V. Ivanov), affermando che, tenendo in considerazione tutti i dialetti, il suono è rimasto in maniera predominante distinto fino al XVIII secolo, almeno sotto accento, e che è ancora distinto al giorno d'oggi in alcune località. Può essere notevole rispetto a ciò che la jat in ucraino generalmente si è fusa con la vocale i, e quindi è rimasta distinta dalla e.
La storia della lettera jat e della sua eliminazione dall'alfabeto cirillico è una nota interessante della cultura russa.

## Jat nelle lingue slave sud occidentali
- Nei dialetti della lingua croata, la jat si è distinta in tre diverse forme: i, e e ije (più come dittongo ie/je), e questo è diventato uno dei criteri di differenziazione tra i dialetti.
- Nei dialetti della lingua serba, la jat si è distinta in due diverse forme: e e ije, e questo è diventato uno dei criteri di differenziazione tra i dialetti.
- Nei dialetti della lingua montenegrina, la jat si pronuncia come ije.

## Jat in bulgaro
In bulgaro, la jat si è evoluta in due forme differenti: e (e) ed ja (я). Le due forme sono considerate varianti morfologiche, in quanto я si presenta solo sotto accento, e nella sillaba successiva sono presenti a od o.
In tal modo parole di qualsiasi tipo che presentavano una jat vengono scritte in maniera diversa a seconda della condizione della sillaba in cui sono presenti ed in quella successiva. Alcuni esempi:
| Forma antica | Forma moderna | Significato         |
| ------------ | ------------- | ------------------- |
| бѣлъ         | бя́л           | bianco (maschile)   |
| бѣли         | бе́ли          | bianchi (plurale)   |
| свѣтъ        | свя́т          | mondo (indefinito)  |
| свѣта        | света́         | il mondo (definito) |

La jat si è evoluta in e anche davanti a ж, ч, ш + consonante, poiché anticamente vi era nel mezzo una ĭ breve che in seguito è caduta ma ha segnato la sillaba precedente. Inoltre i prestiti russi hanno mantenuto la e tipica del russo.
| Forma antica | Forma moderna | Significato        |
| ------------ | ------------- | ------------------ |
| снѣгъ        | сня́г          | neve               |
| снѣжна       | сне́жна        | nevosa (aggettivo) |
| човѣкъ       | чове́к         | persona            |
| дѣло         | де́ло          | azione             |

## Posizione nei codici
La Jat è presente nell'Unicode, anche se spesso è assente dai font più comuni.
Se un font lo include, si dovrebbe riuscire a vedere la jat maiuscola e minuscola qui di seguito: Ѣѣ.
| Nome carattere | Tipo      | Binario          | Esadecimale | Base otto | Decimale |
| Unicode        | Maiuscolo | 0000010001100010 | 0462        | 2142      | 1122     |
| Unicode        | Minuscolo | 0000010001100011 | 0463        | 2143      | 1123     |

I corrispondenti codici HTML sono &#1122; o &#x462; per il maiuscolo e &#1123; o &#x463; per il minuscolo.
Non deve essere confusa con il segno semidebole (Ҍ) perché gli assomiglia molto.